# Lanonia
Genre
Lanonia est un genre de plantes de la famille des Arecaceae (palmiers), de la sopus-famille des Coryphoideae, dans la tribu des Trachycarpeae et la sous-tribu des Livistoninae.
Ce sont des palmiers de type éventail ayant une aire de répartition indigène enregistrée du sud de la Chine à l’Indochine et se trouvent également à Java.

## Description et phylogénie
Les espèces du genre Lanonia sont des palmiers en éventail : à l'origine huit espèces, six endémiques du Vietnam, ont été transférées depuis genre similaire Licuala qui s'est avéré non monophylétique ; les espèces transférées dans le genre Lanonia étant plus étroitement apparentées au genre Johannesteijsmannia. Dans cette étude phylogénétique, sept régions géniques ont été analysées, résolvant de manière significative les relations entre les genres dans la sous-tribu des Livistoninae.
Ces palmiers sont dioïques, mais pas exclusivement dans les spécimens cultivés : contrairement aux espèces de Licuala, qui possèdent des fleurs hermaphrodites. Les inflorescences staminées et pistillées sont dimorphes en taille, forme et ramification. Les feuilles de Lanonia peuvent être mieux distinguées par les pétioles, qui semblent se rétrécir dans les limbes de chaque feuille. Comme pour les autres palmiers, cette structure de feuilles se prête à la production de chapeaux coniques vietnamiens.

## Classification
- Sous-famille des Coryphoideae
  - Tribu des Trachycarpeae
    - Sous-tribu des Livistoninae

Ce genre partage sa sous-tribu avec cinq autres genres : Livistona, Licuala, Johannesteijsmannia, Pholidocarpus, Saribus.

## Espèce
Selon Plants of the World Online avec (février 2021) 13 espèces acceptées :
- Lanonia acaulis (A.J.Hend., N.K.Ban et N.Q.Dung) A.J.Hend. & C.D.Bacon
- Lanonia batoensis A.J.Hend. & N.Q.Dung
- Lanonia calciphila (Becc.) A.J.Hend. & C.D.Bacon
- Lanonia centralis (A.J.Hend., N.K.Ban et N.Q.Dung) A.J.Hend. & C.D.Bacon
- Lanonia dasyantha (Burret) A.J.Hend. & C.D.Bacon
- Lanonia gialaiensis A.J.Hend. & N.Q.Dung
- Lanonia gracilis (Blume) A.J.Hend. & C.D.Bacon
- Lanonia hainanensis (A.J.Hend., LXGuo et Barfod) A.J.Hend. & C.D.Bacon
- Lanonia hexasepala (Gagnep.) A.J.Hend. & C.D.Bacon
- Lanonia magalonii (A.J.Hend., N.K.Ban et N.Q.Dung) A.J.Hend. & C.D.Bacon
- Lanonia manglaensis (A.J.Hend., N.K.Ban et N.Q.Dung) A.J.Hend. & N.Q.Dung
- Lanonia poilanei A.J.Hend. & N.Q.Dung
- Lanonia verrucosa A.J.Hend. & N.Q.Dung

## Les références
- (en) Cet article est partiellement ou en totalité issu de l’article de Wikipédia en anglais intitulé « Lanonia » (voir la liste des auteurs).

1. 1 2  Henderson et Bacon, « Lanonia (Arecaceae: Palmae), a New Genus from Asia, with a Revision of the Species », Systematic Botany, vol. 36, no 4,‎ 2011, p. 883–895 (DOI 10.1600/036364411x604903, JSTOR 41416905)
2. 1 2  POWO. Plants of the World Online. Facilitated by the Royal Botanic Gardens, Kew. Published on the Internet; http://www.plantsoftheworldonline.org/, consulté le 7 février 2021.
3. ↑  Wheeler Q (2013) New to nature No 101: Lanonia centralis The Guardian "New to Nature" series.
4. ↑  (en) William J. Baker et John Dransfield, « Beyond Genera Palmarum : progress and prospects in palm systematics », Botanical Journal of the Linnean Society, vol. 182, no 2,‎ octobre 2016, p. 207–233 (DOI 10.1111/boj.12401, lire en ligne, consulté le 10 janvier 2021)